# Hyadesia nearctica
Hyadesia nearctica is een mijtensoort uit de familie van de Hyadesiidae. De wetenschappelijke naam van de soort is voor het eerst geldig gepubliceerd in 1978 door Fain & Ganning.